# Mariam Bangoura
Mariam Bangoura (* 10. Oktober 1985 in Guinea) ist eine guineische Judoka.

## Leben
An den Judo-Afrikameisterschaften 2002 in Kairo nahm Bangoura teil und trat in der Gewichtsklasse der bis 57 kg schweren Frauen an. Mit Judith Esseng Abolo aus Kamerun gewann Bangoura die Bronzemedaille. Bei den Afrikaspielen 2003 in Abuja gewann sie zusammen mit Karima Dhaouadi aus Tunesien die Bronzemedaille.